# La Estancia, Chiapas
La Estancia är en ort i Mexiko.   Den ligger i kommunen Chilón och delstaten Chiapas, i den sydöstra delen av landet, 800 km öster om huvudstaden Mexico City. La Estancia ligger 1 030 meter över havet och antalet invånare är 105.
Terrängen runt La Estancia är kuperad. Runt La Estancia är det ganska tätbefolkat, med 54 invånare per kvadratkilometer. Närmaste större samhälle är Ocosingo, 19,7 km sydost om La Estancia. I omgivningarna runt La Estancia växer i huvudsak städsegrön lövskog.